# GlobalPC
Der GlobalPC ist ein auf ROMDOS und PC/GEOS basierender Heimcomputer mit Embedded-Technologie. Er wurde im Jahr 2000 in hohen Stückzahlen produziert und durch das Unternehmen MyTurn Inc. hauptsächlich in den USA und Kanada vermarktet.
Als internetfähiger Desktop-Computer kann er als moderner Nachfolger des, ab 1987 mit GEOS bestückten, C128 angesehen werden und stand so in direkter Konkurrenz zu dem 1998 erschienenen iMac und zu Personal Computern, die mit Pentium-III-Prozessoren bestückt und mit Windows-Desktops ausgestattet waren.

## Entstehung
Robert Edward Turner IV., Sohn des CNN-Chefs Ted Turner, und einige weitere einflussreiche US-Persönlichkeiten benannten das zuvor aufgekaufte Polizeisoftware-Unternehmen Compudawn am 10. Juni 1997 in MyTurn.com um, gründeten das Tochterunternehmen e.TV-Commerce Inc. und kauften 1999 den kurz zuvor gegründeten Hersteller eines neuartigen Homecomputers GlobalPC, sowie Unternehmensbereiche der LocalNet Communication auf, um MyTurn.com als Aktienunternehmen an die US-Börse zu bringen. Ziel war spätestens mit Aufkauf von GlobalPC, die weltweite Vermarktung, des daraufhin als leicht zu erlernenden und preiswert beworbenen PC/GEOS 4.x Computer für Internet, Hobby und Büro, GlobalPC.
Die zur Vermarktung des GlobalPC gehörige, mit CNN-Inhalten gespeiste Internetplattform www.MyTurn.com war der Versuch des „Ted-Turner-Imperiums“ dem damaligen Marktführer AOL Konkurrenz zu machen. Außerdem wollten MyTurn und AMD mit dem GlobalPC und bereits geplanten Nachfolgern das „Wintel“-Monopol, bestehend aus den Firmen Intel und Microsoft, brechen.

## Technische Daten
Der GlobalPC verfügte über folgende Systemkonfiguration:
- AMD Elan SC 410 (entspricht einem 486er Prozessor, 100 MHz, 32 Bit, x86-Prozessor)
- 8 MB RAM
- 4,3 GB Festplattenlaufwerk, aufgeteilt in zwei Partitionen à 2,15 GB
- 1,44 MB 3,5-Zoll-Diskettenlaufwerk
- v.90-Modem mit 56k
- Integrierte Lautsprecher
- VGA-Anschluss

Ein Netzteil, PS/2-Tastatur und -Maus gehörten ebenso zum Lieferumfang, sowie Anschlussmöglichkeiten für einen Betrieb an einem Fernseher nach NTSC-Standard. Durch die Verlötung der Komponenten ergaben sich schlechte Aufrüstmöglichkeiten.

## Betriebssystem
Als Betriebssystembasis war ROMDOS des Unternehmens Datalight in der Version 6.22 vorinstalliert, während als grafische Benutzeroberfläche GEOS 4 diente. Die optional einschaltbare Oberfläche für fortgeschrittene Benutzer wurde GEOS 2000 genannt und ähnelte in ihrem Aussehen und ihrer Benutzung Windows-Systemen dieser Zeit (damals Windows 98).

## Vermarktung
Der GlobalPC wurde nach einer professionellen Marktforschungsanalyse zuerst im Direktvertrieb über einen Strukturvertrieb vermarktet. Diese Vorgehensweise wurde aber nach einer nur wenige Wochen kurzen Testphase beendet, als erreicht werden konnte, den Computer in Warenhausketten wie Walmart zu platzieren.
Mit einer Werbekampagne über CNN und deren Verkaufskanal-Show mit CNN-Vizechefin Bella Shaw und der NFL-Sportlegende Terry Bradshaw, dem ehemaligen Quarterback der Pittsburgh Steelers, sollte der GlobalPC den 40 % US-Haushalten ohne Computer, schmackhaft gemacht werden. In verschiedenen Showblöcken der CNN-Verkaufskanälen wurde immer wieder das einfache Bedienkonzept betont und als „Small is Beautiful“-Philosophie angepriesen.
Der entsprechend für Kino-Vorprogramme und die Verkaufsshow produzierte Werbespot „No Exit“ gewann den International Monitor Award 2001 der Associated of Imaging Technology and Sound in den Kategorien Best Achievement und Best Editing. Der von Pictures in a Row zur GlobalPC-Markteinführung produzierte Spot sorgte in den USA unter Macintosh-Fans, aufgrund von Ähnlichkeiten mit dem 1984-Macintosh-Werbefilm für große Aufregung.

## Niedergang
Mit der Insolvenz von MyTurn.com im Jahr 2001, die auch nicht durch einen Ende 2000 geschlossenen Vertrag mit dem brasilianischen Hersteller TCE über 750.000 GlobalPCs verhindert werden konnte, verblieben zusätzlich zu den 100.000 in den USA gelagerten Geräten noch weitere 100.000 in China produzierte GlobalPCs in der Konkursmasse.